# Šestica
Šestica je eden od najbolj osnovnih vozlov in je izhodišče za izpeljavo številnih drugih, med drugim navadne zanke, zaprtega polvozla, ambulantnega vozla in kravatnega vozla. To je zelo varen vozel, ki se zelo težko odoveže. Uporablja se, kadar naj bo vozel trajen, pogosto za preprečevanje razpleta konca vrvi.

## Izdelava
Šestico lahko napravimo na različne načine.
- metoda palca – izdelamo zanko, skozi katero s palcem porinemo prosti konec vrvi.
- metoda prek dlani – z zasukom roke v zapestju napravimo upogib, skozi katerega potisnemo roko, primemo prosti konec in ga potegnemo skozi zanko.

## Teorija vozlov
Z združitvijo dveh prostih koncev šestice, ne da bi napravili dodatna križanja, nastane detelja.

## Šestica pri zgibanju papirja
Če sploščen trak tesno zgubamo v sploščeno šestico, privzame pravilno petkotno obliko.